# Späkning

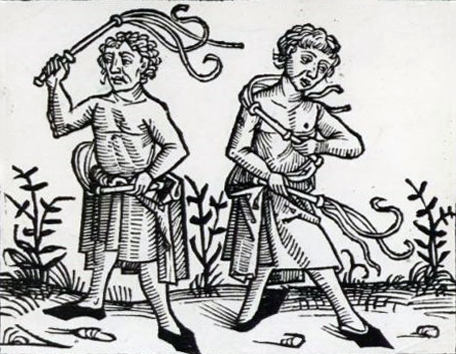
Flagellanter som späker sig under Digerdöden.

Späkning är det sätt på vilket en person eller en grupp självpåtaget bestraffar sig i syfte att få syndernas förlåtelse och för att finna vägen till salighet. Termen används huvudsakligen i religiös och andlig kontext. Utövandet av späkning är inte begränsat till enstaka kulturer eller sammanhang, men är kanske mest uttalat inom den romersk-katolska kyrkan och dess helgonkult.
Vanliga former av späkning är flagellation som ett sätt att likna och följa Jesu lidande och död genom korsfästelse. Andra former av späkning kan vara fasta, att bära tungt eller nedsänka sig i vatten, vilket kan återfinnas i vissa asiatiska kulturer.